# Shilong, Chongqing
Shilong (kinesiska: 石龙, 石龙镇) är en köping i sydvästra Kina. Den ligger i stadsdistriktet Banan  i storstadsområdet Chongqing, omkring 44 kilometer sydost om det centrala stadsdistriktet Yuzhong. Antalet invånare är 20 431. Befolkningen består av 10 044 kvinnor och 10 387 män. Barn under 15 år utgör 14,0 %, vuxna 15-64 år 66 %, och äldre över 65 år 18,0 %.